# True Disaster (canción de Tove Lo)
«True Disaster» es una canción de la cantautora sueca Tove Lo. Fue escrita por la cantante y producida por Oscar Holter y ella misma. La canción fue lanzada como sencillo por Island Records el 15 de noviembre de 2016, y nombrado como segundo sencillo de su álbum Lady Wood.

## Composición y lanzamiento
"True Disaster" es una canción inspirada en los ritmos synth pop de los años 1980, compuesta en la escala de Do♯m y siguiendo la escala progresiva Do#m―Sí―Fa#―Mí a lo largo de toda la canción, con un tempo de 94 PPM. La canción trata sobre el dolor que se genera con el sentimiento destructivo del amor, en el que Tove Lo sugiere estar dispuesta a hacerse daño sin importarle las consecuencias, algo que se puede comprobar en las líneas:

Come on, zero fucks about it / Come on, I know I'm gonna get hurt.

Keep playing my heartstrings faster and faster / You can be just what I want, my true disaster.

## Vídeo musical
El videoclip de "True Disaster" forma parte del cortometraje que Tove Lo produjo junto a otras pistas de su disco, titulándolo también como Firy Dust. El corto, dirigido por Tim Erem, fue subido en su totalidad al canal de YouTube de la cantante el 30 de octubre de 2016. Más tarde, el fragmento correspondiente a "True Disaster", que fue grabado como un plano secuencia, sería recortado y presentado a finales del mes de noviembre.
El vídeo comienza con el personaje de Lorna (Lina Esco), el alter ego autodestructivo de Tove Lo, impregnando de gasolina el coche que la cantante conducía, después de sufrir un accidente. Tove Lo sale del coche y busca enfrentarse a su otra yo cantando y bailando por medio de una calle iluminada con neones.

## Recepción de la crítica
Reseñada por Sal Cinquemani en Slant Magazine, el crítico habló favorablemente de la canción, opinando que "los nuevos [...] gestos infundidos por la canción se filtran a través de una lente patentemente contemporánea", comparando la canción de Tove Lo con el trabajo realizado por Taylor Swift para su disco 1989. Por su parte, Heather Phares, de AllMusic, escribió que "la dulce melodía agrega una emoción de anticipación". Alim Kheraj, de DIY, escribió una reseña del disco completo, resaltando sobre True Disaster que es una pista en la que se "reconocen y celebran los defectos de la cantante, yuxtapuestos sobre sobre sintetizadores industriales".
Otras críticas señalaron, como la hecha por Nick Levine en NME, la correcta conexión lírica y musical entre la canción que la precedía y True Disaster. Katherine St. Asaph, de Pitchfork, habló de ella muy positivamente, definiéndola como "una de las mejores canciones pop del año". Jon Dolan, de la revista Rolling Stone, escribió que "su mundo [el de Tove Lo] es un lío de letardas noches y un abandono confesional". James Retting, de Stereogum, escribió en su crítica que la canción es "un número brillante y palpitante sobre la inevitable devastación que conlleva el enamoramiento".

## Lista de canciones
Descarga digital - remixes
| N.º | Título                             | Duración |  |
| 1.  | «True Disaster (Cut Snake Remix)»  | 5:04     |  |
| 2.  | «True Disaster (Woody Runs Remix)» | 2:41     |  |
| 3.  | «True Disaster (LIOHN Remix)»      | 2:24     |  |
| 4.  | «True Disaster (Youngr Remix)»     | 2:43     |  |

## Interpretaciones en vivo
True Disaster fue interpretada por primera vez en un concierto de los MTV Video Music Awards en agosto de 2016. El 19 de noviembre de ese mismo año, Tove Lo la volvió a interpretar en el programa de la televisión francesa Quotidien. Tres días después, la canción sonó en la emisora australiana iHeartRadio junto a otras pistas de su nuevo disco, como Cool Girl, Talking Body o Keep It Simple y Habits (Stay High).

## Créditos y personal
Personal
- Voz principal, voz de apoyo – Tove Lo
- Composición – Tove Lo, Oscar Holter
- Producción – Tove Lo, Oscar Holter
- Programación – Oscar Holter
- Bajo, guitarra, teclados y percusión – Oscar Holter

## Posición en listas
| Listas (2017)                               | Posición más alta |
| ------------------------------------------- | ----------------- |
| Bélgica (Valonia) (Ultratip Bubbling Under) | 31                |
| República Checa (Rádio Top 100)             | 26                |
| Polonia (Związek Producentów Audio Video)   | 65                |
| Suecia (Sverigetopplistan)                  | 56                |
| Estados Unidos (Hot Digital Songs)          | 50                |
| Ucrania                                     | 249               |
| Rusia (Tophit)                              | 236               |